# ابولیث سمرقندی
ابولیث نصر بن محمّد سمرقندی (زادهٔ ۳۳۳ – درگذشته ۳۷۳ هجریِ قمری) دانشمندِ حنفی و نویسندهٔ تنبیه‌الغافلین است.
سمرقندی کتاب‌های مختلفی در زمینه کلام و آثار فقهی تألیف کرد، از جمله تفسیر قرآن بحرالعلوم که به تفسیر سمرقندی نیز معروف است. تنبیه الغافلین، و کتاب النوازیل فی الفروع و مختصر (که نمونه‌هایی از نوازیل حنفی است، در ژانری که معمولاً با مكتب فقهی اسلامی مرتبط است).